# 扑满

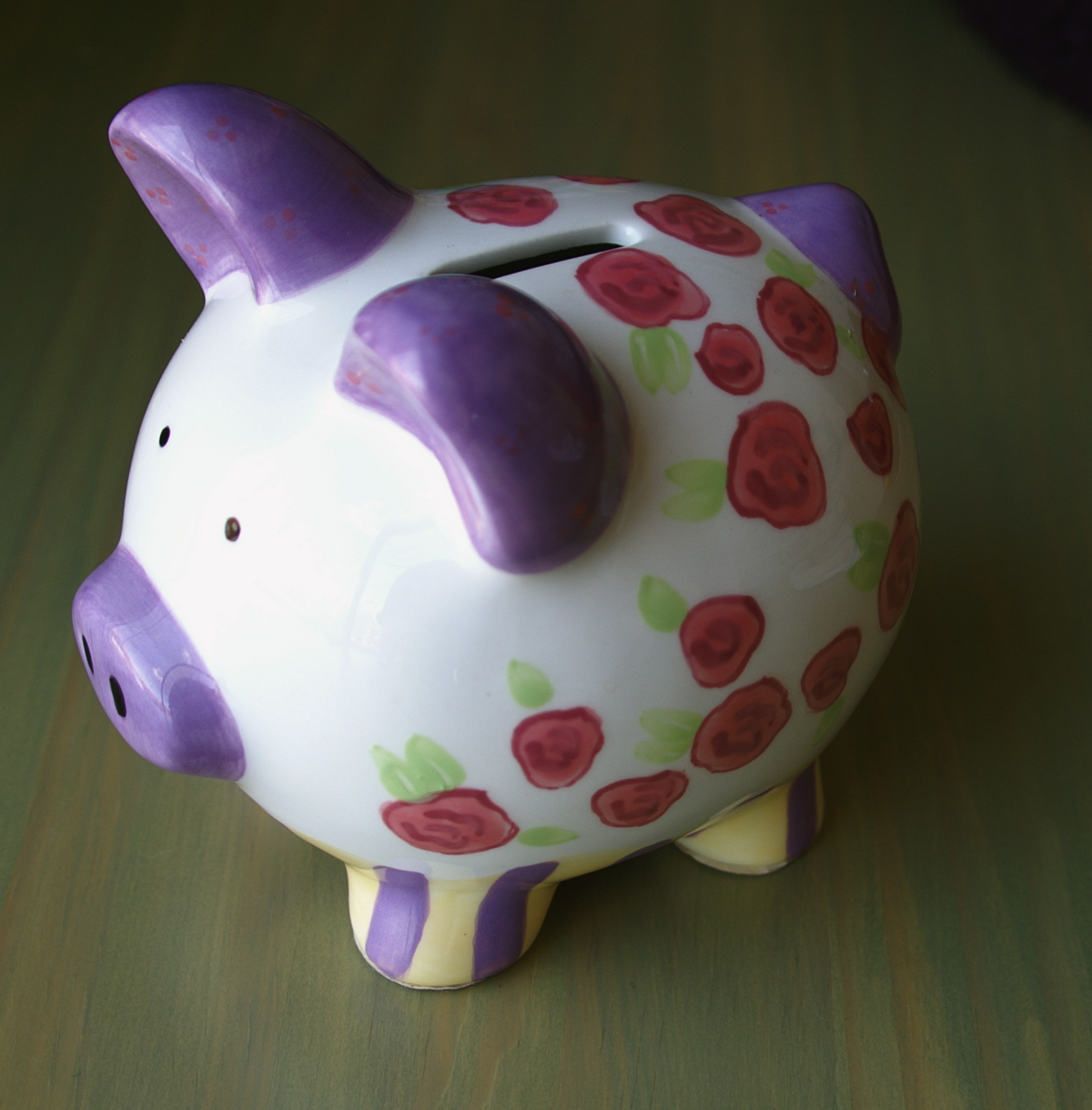
猪造型扑满

扑满，又名钱筒、存錢筒、储蓄罐、存钱罐或闷葫芦罐，是储存硬币的容器。从前以竹筒或陶瓷制造，现代亦使用塑胶、人造橡胶或金属等其他材质。传统的扑满除了竹筒采用原型外，其余多制作成猪的造型，其大肚子象征着财富的积累与富足，近年来扑满的造形则比较多样化。
以前的扑满除了顶端有一个用于投入硬币的狭长小缝外，别无其他出入口，如果真的要用里面的钱，就必须破坏它。这个设计可以教育小孩储蓄的概念：用钱时必须慎重考虑。现在的扑满多在底部开有小洞，并用橡胶封住，以便将钱取出。
在传统的中国家庭，父母常会给孩子一个扑满，以帮助孩子养成存钱和理性消费的习惯。

## 字源
撲滿的意思就是「滿了就打破」。
- 晋葛洪《西京杂记》卷五：「撲滿者，以土為器，以蓄錢，有入竅而無出竅，滿則撲之。」
- 唐末齐已《白莲集》《扑满子》：「只愛滿我腹，爭如滿害身。到頭須撲破，卻散與他人。」
- 宋陆游《自诒》：“寒暑衣一稱，朝哺飯數匙。錢能禍撲滿，酒不負鴟夷。”

英語中的 Piggy bank 源自古英語中形容橙色陶瓷的詞語 Pygg，它用作儲存不同的東西。十八世紀，這個字的發音和 Pig（豬）很相近。

## 创意撲滿
- 会唱歌的撲滿：每投入一枚硬币，撲滿就会播放一段音乐，用来吸引小孩子投入更多的钱币。
- 顯示照片的撲滿：一些電子相框，不仅可以像普通電子相簿一样展示電子相片，还会在投入钱币的时候发出声音和图片特效。